# Амангельди (Талгарський район)
Амангельди́ (каз. Амангелді) — село у складі Талгарського району Алматинської області Казахстану. Входить до складу Алатауського сільського округу.
Населення — 998 осіб (2021; 667 у 2009, 513 у 1999, 513 у 1989).